# Jindřiška Radová
Jindřiška Radová, rozená Švadlenková (1. dubna 1925 Libkov – 1. července 2021) byla česká keramička.

## Život
Po studiích na Škole uměleckých řemesel v Brně pokračovala v letech 1945 až 1950 na Vysoké škole uměleckoprůmyslové v Praze pod vedením profesora Antonína Kybala.
Počínaje rokem 1950 se ve své tvorbě zaměřuje na ateliérová díla. Spolupracovala s keramičkami v Tupesích a v Kunštátě, posléze navázala kooperaci s českými porcelánkami. Vedle toho tvoří plastiky, reliéfy a dekorativní keramiku. Inspiraci pro ni hledá v přírodě a zkouší experimentovat také s textilními technikami.
Patřila mezi účastnice odborných keramických setkání, a to jak v České republice (v Bechyni či Karlových Varech), tak také v zahraničí, v izraelském Einhodu. Její tvorbu mohli zájemci zhlédnout na výstavách, kde prezentovala díla i se svým manželem Pravoslavem. Vytvořené artefakty jsou zastoupeny ve sbírkách Uměleckoprůmyslového muzea v Praze, Moravské galerie Brno, Mezinárodní galerie keramiky v Bechyni, v Muzeu keramiky ve Faenze (Itálie) nebo v Muzeu Ariana ve švýcarské Ženevě.